# Elytrimitatrix undata
Elytrimitatrix undata là một loài bọ cánh cứng trong họ Cerambycidae.